# تشارلز شو
تشارلز شو (بالإنجليزية: Charles Shaw)‏ هو موسيقي ومغني أمريكي، ولد في 4 يوليو 1960 في هيوستن في الولايات المتحدة.

## وصلات خارجية
- تشارلز شو على موقع ميوزك برينز (الإنجليزية)
- تشارلز شو على موقع ديسكوغز (الإنجليزية)